# Маджизано
Маджиза̀но (на италиански: Magisano) е село и община в Южна Италия, провинция Катандзаро, регион Калабрия. Разположено е на 565 m надморска височина. Населението на общината е 1285 души (към 2010 г.).